# Presidenti del Consiglio regionale della Bassa Normandia
Il presidente del Consiglio regionale della Bassa Normandia (in francese Présidents du conseil régional de Basse-Normandie) era il capo del governo dell'ex regione francese della Bassa Normandia e il capo del suo Consiglio regionale
Con la riforma delle regioni, a partire dal gennaio 2016 le sue funzioni sono assunte dal presidente del Consiglio regionale della Normandia.

## Elenco
| Mandato                          | Presidente | Presidente          | Partito | Partito                                                                |
| -------------------------------- | ---------- | ------------------- | ------- | ---------------------------------------------------------------------- |
| 1974                             |            | Michel d'Ornano     |         | Repubblicani Indipendenti                                              |
| 1974–1978                        |            | Léon Jozeau-Marigné |         | Repubblicani Indipendenti                                              |
| 1978–1982                        |            | Paul German         |         | Divers droite                                                          |
| 1982–1983                        |            | Léon Jozeau-Marigné |         | Unione per la Democrazia Francese                                      |
| 1983–1986                        |            | Michel d'Ornano     |         | Unione per la Democrazia Francese                                      |
| 21 marzo 1986 – 2 aprile 2004    |            | René Garrec         |         | Unione per la Democrazia Francese poi Unione per un Movimento Popolare |
| 2 aprile 2004 – 2 aprile 2008    |            | Philippe Duron      |         | Partito Socialista                                                     |
| 3 aprile 2008 – 31 dicembre 2015 |            | Laurent Beauvais    |         | Partito Socialista                                                     |